# Sunohara-sou no Kanrinin-san
Sunohara-sou no Kanrinin-san (すのはら荘の管理人さん Sunohara-sō no Kanrinin-san?) es una serie de manga de cuatro paneles de Nekoume. La serie es serializada en la revista de manga seinen de Ichijinsha, Manga 4-Koma Palette, y también se ha recopilado en tres volúmenes tankōbon. Se lanzó un drama de audio el 22 de julio de 2016, y una adaptación a serie de anime producida por Silver Link se estrenó el 5 de julio de 2018. Siendo licenciado por Funimation un año más tarde y transfiriéndose a Crunchyroll en marzo de 2022.

## Argumento
La serie sigue a Aki Shiina, un chico tímido cuya apariencia femenina a menudo hace que se le confunda con una niña. Cuando está a punto de inscribirse en la escuela de Tanamachi, se muda a la casa de acogida Sunohara-sou en Tokio, dirigida por la maternal cuidadora Ayaka Sunohara, de quien se enamora. Las otras residentes de Sunohara-sou son tres chicas del consejo estudiantil de Tanamachi: Yuzu Yukimoto, Sumire Yamanashi y Yuri Kazami. Aunque se mudó a Tokio porque lo molestaban por su apariencia femenina y quería reafirmar su identidad como hombre, sigue siendo confundido con una niña, y Ayaka y las chicas lo molestan con frecuencia y le hacen usar ropa de mujer.

## Personajes
Aki Shiina (椎名 亜樹 Shiina Aki?)
Seiyū: Eri Kitamura
Es un chico tímido que se muda a Sunohara-sou y se enamora de Ayaka.
Ayaka Sunohara (春原 彩花 Sunohara Ayaka?)
Seiyū: Rina Satō
Es la propietaria de Sunohara-sou, y una mujer maternal quien trata a Aki como a un niño.
Nana Sunohara (春原 菜々 Sunohara Nana?)
Seiyū: Ayane Sakura
Es la hermana menor de Ayaka, y una gyaru.
Yuzu Yukimoto (雪本 柚子 Yukimoto Yuzu?)
Seiyū: Natsumi Takamori
Es la presidenta del consejo estudiantil, y una chica asertiva que lleva un adorno con forma de pollito en la cabeza debido a la inseguridad que siente sobre su estatura.
Sumire Yamanashi (月見里 菫 Yamanashi Sumire?)
Seiyū: Asami Seto
Es la vicepresidenta del consejo estudiantil, y una chica alta que está enamorada de Yuzu.
Yuri Kazami (風見 ゆり Kazami Yuri?)
Seiyū: Yume Miyamoto
Es la secretaria del consejo estudiantil y amiga de la infancia de Yuzu, que quiere vestir a Aki con ropa de mujer debido a su aspecto femenino.
Nishiki Yatsuho (八穂 錦 Yatsuho Nishiki?)
Seiyū: Shizuka Itō
Es la propietaria de una tienda de licor y una amiga cercana de Ayaka.
Matsuri Shiina (椎名 茉莉 Shiina Matsuri?)
Seiyū: Ai Kayano
Es la hermana mayor y cariñosa de Aki.
Maiko Osonoi (小薗井 舞子 Osonoi Maiko?)
Seiyū: Megumi Nakajima
Es una de las compañeras de Nana, y es una chica alegre interesada en chicos más jóvenes.
Mea Uchifuji (内藤苺愛 Uchifuji Mea?)
Seiyū: Juri Nagatsuma
Es una de las compañeras de Nana, y es descrita como una chica "pervertida" interesada en chicos más jóvenes.

## Media

### Manga
Sunohara-sou no Kanrinin-san está escrito e ilustrado por Nekoume, y se serializa como un manga de cuatro paneles en la revista de manga seinen de Ichijinsha, Manga 4-Koma Palette, desde 2014. El manga se ha recopilado en ocho volúmenes tankōbon en Japón, el segundo de los cuales incluye un drama de audio.

#### Lista de volúmenes
| Núm. | Fecha de publicación     | ISBN                                            |
| ---- | ------------------------ | ----------------------------------------------- |
| 1    | 22 de junio de 2015      | ISBN 978-4-7580-8238-9                          |
| 2    | 22 de julio de 2016      | ISBN 978-4-7580-8268-6 / ISBN 978-4-7580-8269-3 |
| 3    | 22 de noviembre de 2017  | ISBN 978-4-7580-8299-0                          |
| 4    | 21 de septiembre de 2018 | ISBN 978-4-7580-8314-0                          |
| 5    | 23 de octubre de 2019    | ISBN 978-4-7580-8335-5 / ISBN 978-4-7580-8336-2 |
| 6    | 22 de octubre de 2020    | ISBN 978-4-7580-8354-6                          |
| 7    | 21 de octubre de 2021    | ISBN 978-4-7580-8373-7                          |
| 8    | 27 de octubre de 2022    | ISBN 978-4-7580-8381-2 / ISBN 978-4-7580-8382-9 |

### Anime

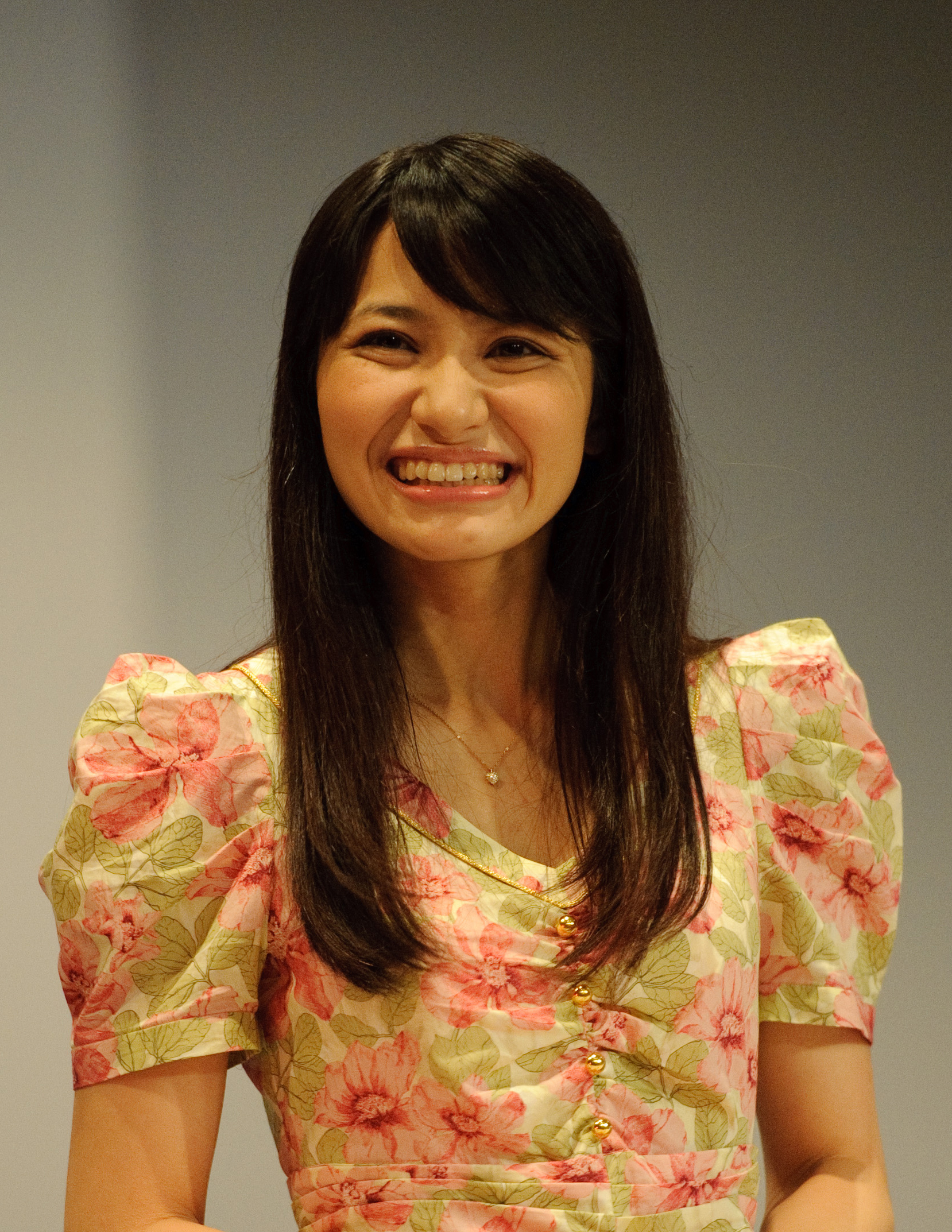
La canción de apertura fue interpretada por Megumi Nakajima.

Una adaptación a serie de anime fue producida por el estudio Silver Link y dirigida por Mirai Minato, con Shin Ōnuma como director principal, Fumihiko Shimo a cargo de la composición de la serie y Kazuya Hirata como encargado del diseño de los personajes. La música está compuesta por Ruka Kawada de la discográfica FlyingDog. La serie se emitió del 5 de julio al 20 de septiembre de 2018 en AT-X, Tokyo MX y BS11, con un total de 12 episodios. La canción del tema de apertura es "Bitter Sweet Harmony" de Megumi Nakajima, y la canción del tema final es "Sonna no Boku Ja Nai" (そんなの僕じゃない。?  No soy ese tipo de persona) de Shino Shimoji. El reparto de voces del drama de audio repitió sus roles en la serie animada.
El anime se anunció en un video promocional del tercer volumen del manga en noviembre de 2017, y se realizó un evento para promocionarlo en junio de 2018, antes del estreno de la serie, donde recibió bendiciones en el Santuario Kanda en Tokio; también se celebró un café temático de junio a julio. Además, se creó una figura de tamaño natural de Ayaka para promocionar el espectáculo; el diseño fue elegido por los fanáticos de la serie entre dos dibujos de Nekoume a través de una encuesta de Twitter, y la figura se mostró por primera vez en el evento del Santuario de Kanda.
Está previsto que la serie se lance en cuatro volúmenes de DVD y Blu-ray en Japón del 28 de septiembre al 21 de diciembre de 2018, con tres episodios por volumen. También se lanzarán ediciones limitadas, que incluirán figuras acrílicas de los personajes de la serie. El tema final fue lanzado en un sencillo el 1 de agosto de 2018.